# Saudades
Saudades là một đô thị thuộc bang Santa Catarina, Brasil. Đô thị này có diện tích 205,554 km², dân số năm 2007 là 8587 người, mật độ 37,9 người/km².